# Lomographa epixantha
Lomographa epixantha är en fjärilsart som beskrevs av Eugen Wehrli 1936. Lomographa epixantha ingår i släktet Lomographa och familjen mätare. Inga underarter finns listade i Catalogue of Life.